# Symphorus
Genre
Symphorus est un genre de poissons de la famille des Lutjanidae.

## Liste des espèces
- Symphorus nematophorus (Bleeker, 1860)